# 腔骨龍屬
腔骨龍屬（學名：Coelophysis）又名虛形龍，是北美洲的小型、肉食性、雙足恐龍，也是已知最早的恐龍之一。牠首先出現於三疊紀晚期的諾利階。

## 描述

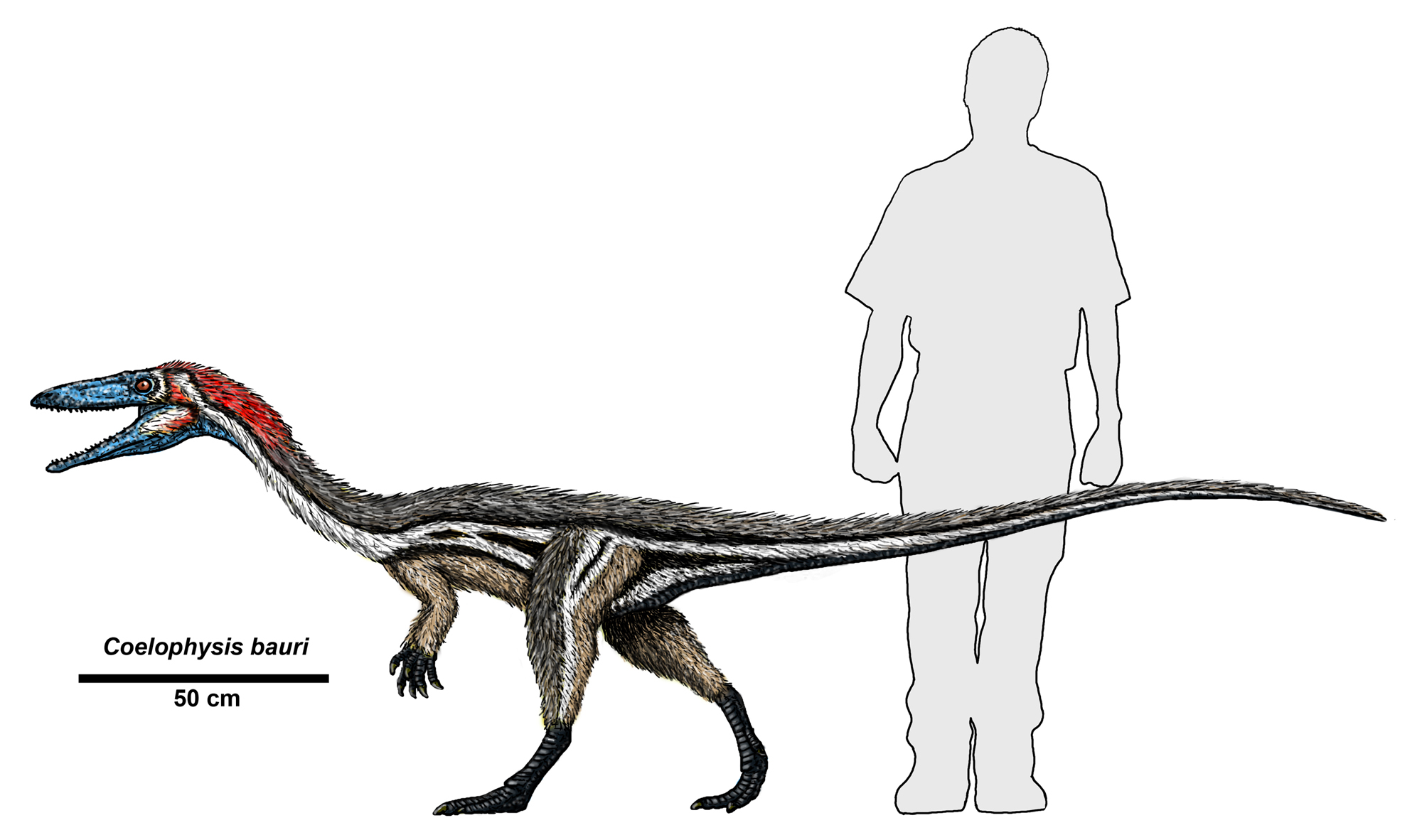
腔骨龍的复原圖，量尺為50公分

腔骨龍是最早發現幾副完整骨骼的恐龍。模式種鮑氏腔骨龍（C. bauri）是輕盈的恐龍，約有2-3米長，臀部高於1米高。牠的屬名是來自古希臘文的「κοιλος」（意即空心）及「φυσις」（意即形態），是取自牠那空心的四肢骨頭。
腔骨龍的體型亦比艾雷拉龍及始盜龍更為衍化。腔骨龍的頭部具有著大型洞孔，可幫助減輕頭顱骨的重量，而洞孔間的狹窄骨頭可以保持頭顱骨的結構完整性。長頸部則呈S形。
腔骨龍的軀體與基本的獸腳亞目體型一致，但肩帶則有一些有趣的特徵，就是牠們有著叉骨，是恐龍中已知最早的例子。腔骨龍的每隻手有四指，其中只有三指是有功能的，第四指則藏於手掌的肌肉內。
腔骨龍的骨盆及後肢與獸腳亞目的體型有少許差別。牠因開放的髖臼及筆直的腳跟關節，而被定義為恐龍。後肢腳掌有三趾，而後趾是不接觸地面的。
腔骨龍的長尾巴有不尋常的結構，在其脊椎的前關節突互相交錯，形成半疆直的結構，似乎可制止牠的尾巴上下擺動。當腔骨龍快速移動時，尾巴就因而成為了舵或平衡物。
腔骨龍非常纖細，可能是種善於奔跑的動物。腔骨龍的頭部長而狹窄，銳利的鋸齒狀牙齒顯示牠們為肉食性，可能以小型、類似蜥蜴的動物為食。牠們可能以小群體方式集體獵食。

## 古生物學

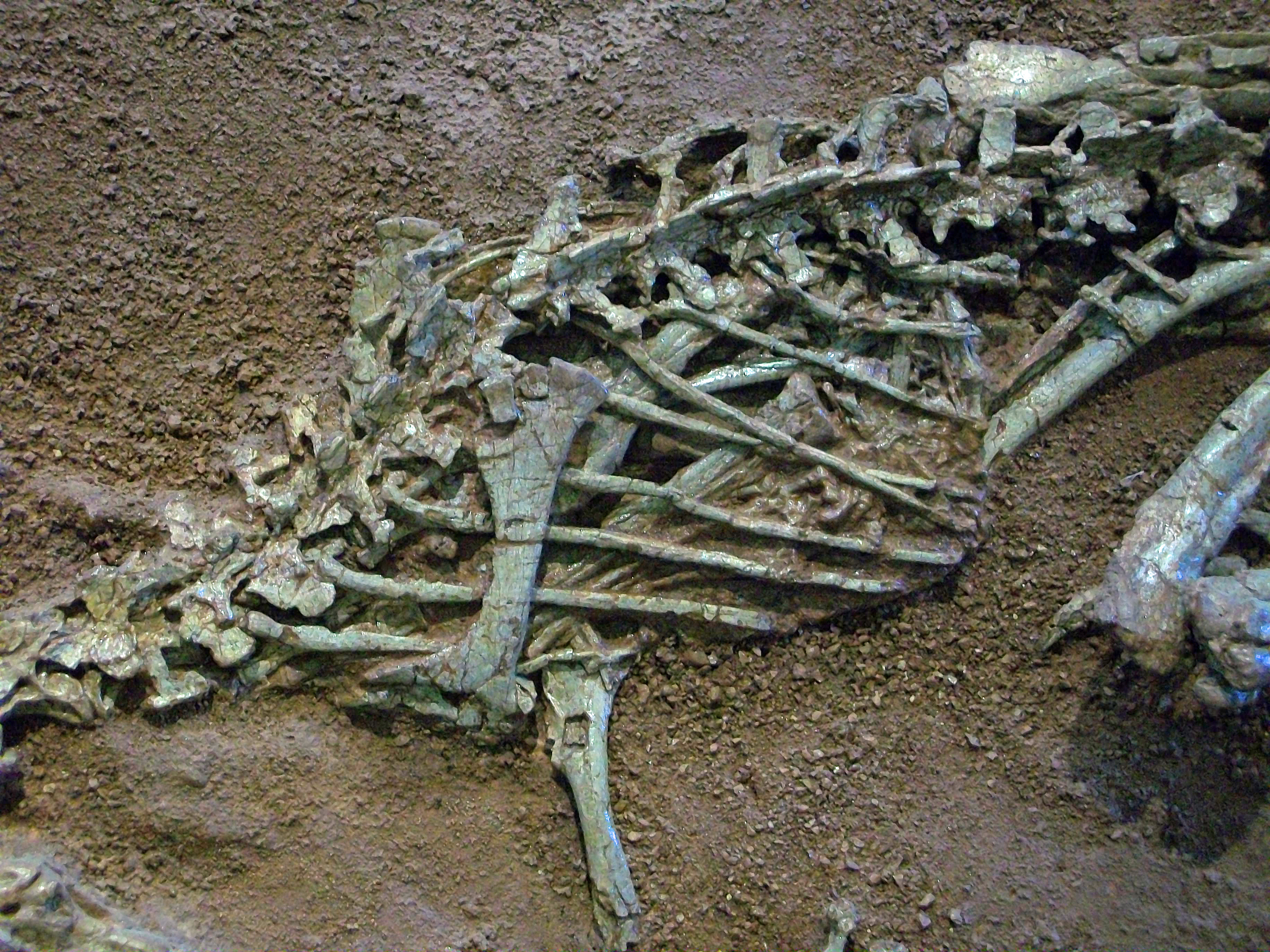
美國自然史博物館的鮑氏腔骨龍化石，目前被發現是個鱷形類化石

腔骨龍是種肉食性動物。牠們的牙齒是標準的獵食性恐龍的牙齒，像劍一樣並向後彎，牙齒的前後緣有著小型的鋸齒邊緣。
由於對腔骨龍的知識是主要來自美國新墨西哥州幽靈牧場的標本，有研究指可能當時有大量的腔骨龍聚集在這個地方。不過這卻沒有證據，這些集體化石只顯示有大量的腔骨龍，連同其他的三疊紀動物，一同被埋葬於此。埋葬學提供了一些證據，指這些動物可能聚集在一起攝食、或從廢棄的水坑中喝水、或捕食剛出生的魚類，接著被突發性的洪水所埋葬。
由於在幽靈牧場的腔骨龍標本下腹中，發現有幼龍的標本，故有研究指牠們是有同類相食習性。但是於2002年的研究指這些標本其實是被曲解了，這些所謂幼年腔骨龍的標本其實是小型的伪鳄类，如黃昏鱷 ，故此沒有任何證據支持腔骨龍是吃同類的。這個研究後於2006年得到確證。不過要有新的證據來顯示胃部的生物，才可以進一步了解真相。
目前發現的腔骨龍有兩個形態，一個是較纖細的，及一個較強壯的。古生物學家現時認為這代表兩性異形，就是雄性與雌性的分別。
在2001年，布魯斯·羅斯柴爾德（Bruce Rothschild）等人發表一份獸腳類恐龍的壓力性骨折研究。他們研究在14個腔骨龍的腳掌骨骼，沒有發現壓力性骨折的跡象。

## 發現歷史

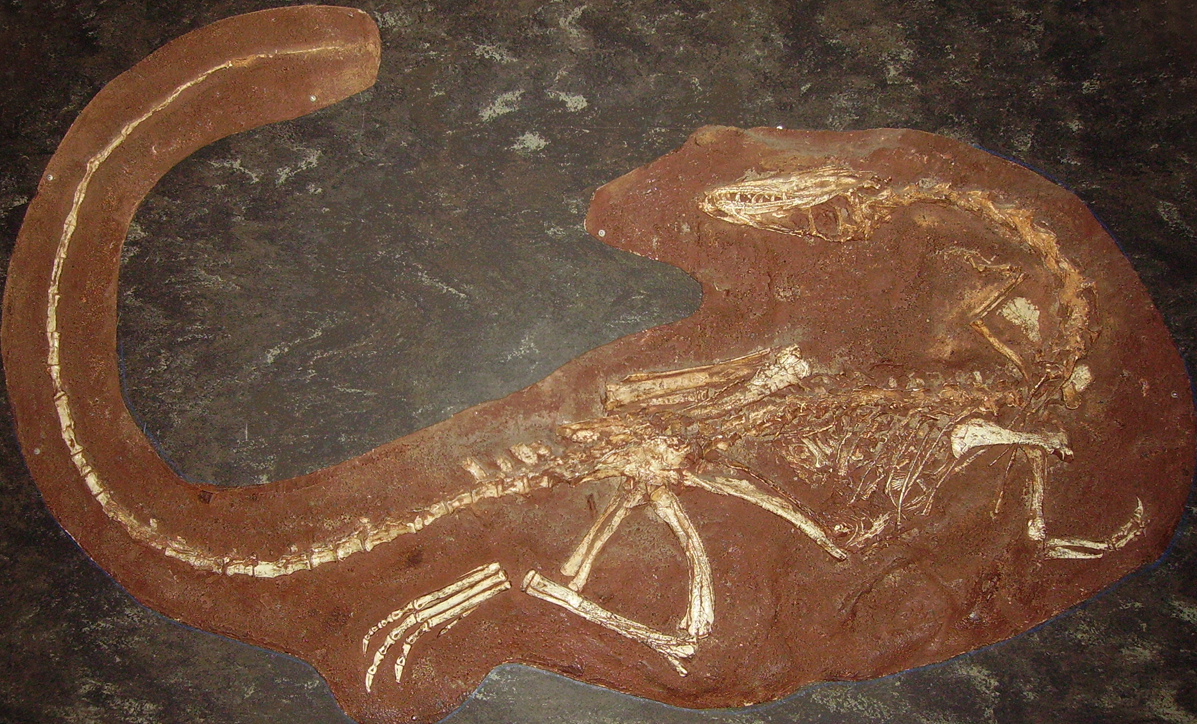
兩個腔骨龍骨骼，位於丹佛自然科技博物館

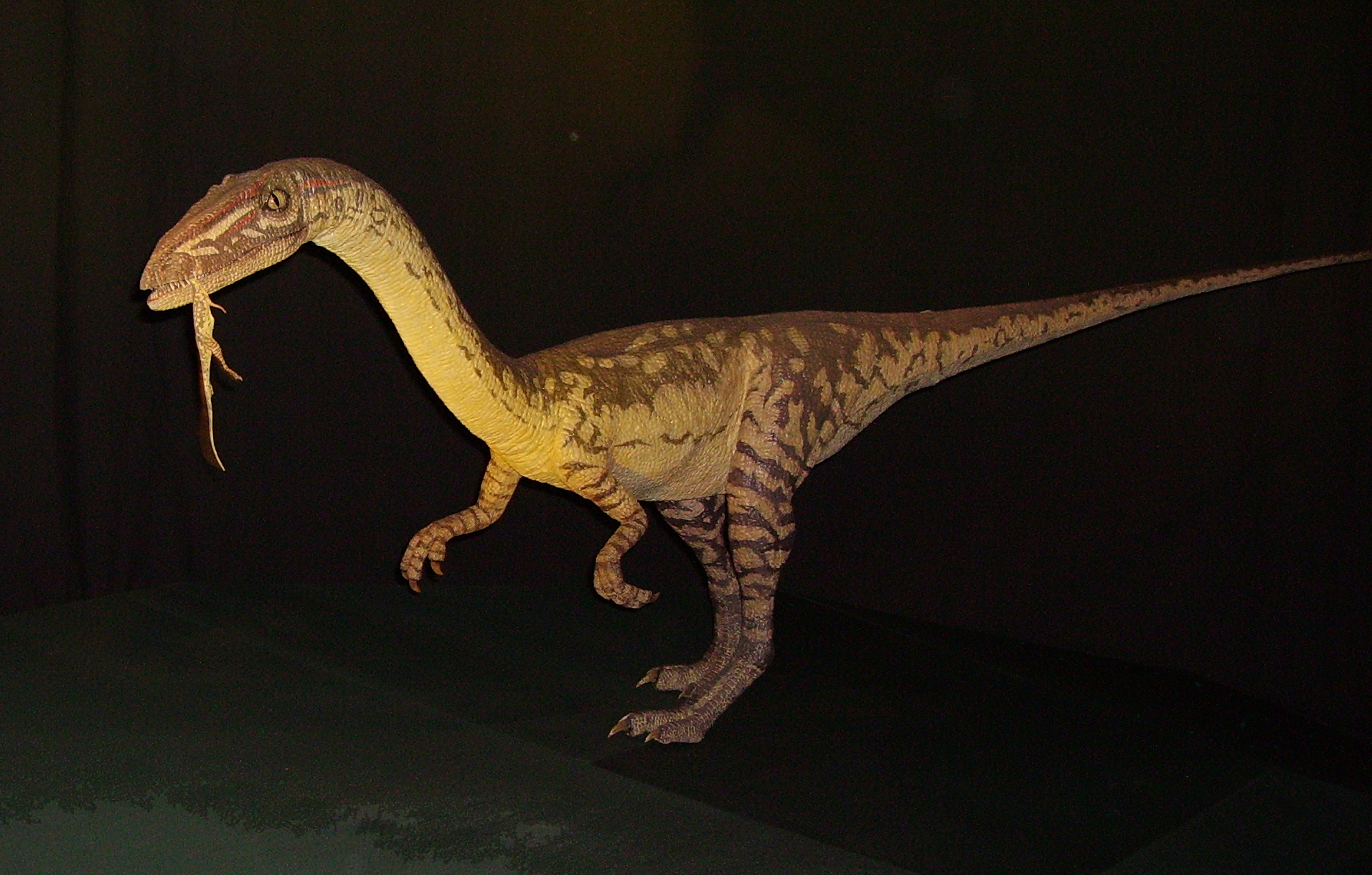
倫敦自然歷史博物館的腔骨龍電子動畫模型。

在1881年，業餘化石搜集者David Baldwin發現腔骨龍的第一個化石。在1889年，愛德華·德林克·科普（Edward Drinker Cope）將其命名為腔骨龍，當時他在與奧塞內爾·查利斯·馬什（Othniel Charles Marsh）展開名為骨頭大戰的長期競爭。模式種是鮑氏腔骨龍（C. bauri）是為向科普提供化石的喬治·鮑爾（George Baur）而命名。不過這套化石的保存狀況很差，很難拼湊出腔骨龍的完整外貌。
於1947年，在美國新墨西哥州首次發現地點附近的幽靈牧場，發現了一個大量的腔骨龍屍骨層。這麼多腔骨龍的化石可能是由突然的洪水所造成，將牠們集體沖走、掩埋。事實上，這類洪水在地球歷史的這段時期甚為普遍，而亞利桑那州的石化林國家公園就是由一次類似的洪水所造成的。在1989年，埃德溫·科爾伯特（Edwin H. Colbert）替所有已發現的化石進行了一次完整的研究，埃德溫·爾伯特的研究提供很多有關腔骨龍的資料。幽靈牧場的大量標本，包括完整保存的標本，其中一個取代了原有的標本，而成為了作為分析的模式標本。
因為幽靈牧場的發現，很多骨骼在亞利桑那州及新墨西哥州出土，在猶他州亦有未確定的標本被發現，當中包括成年及幼龍。腔骨龍的時代可以追溯至三疊紀的卡尼階晚期至諾利克階早期。
埃德溫·爾伯特認為康乃狄克河谷的獸腳類足跡化石Grallator，可能是腔骨龍留下的。

## 分類

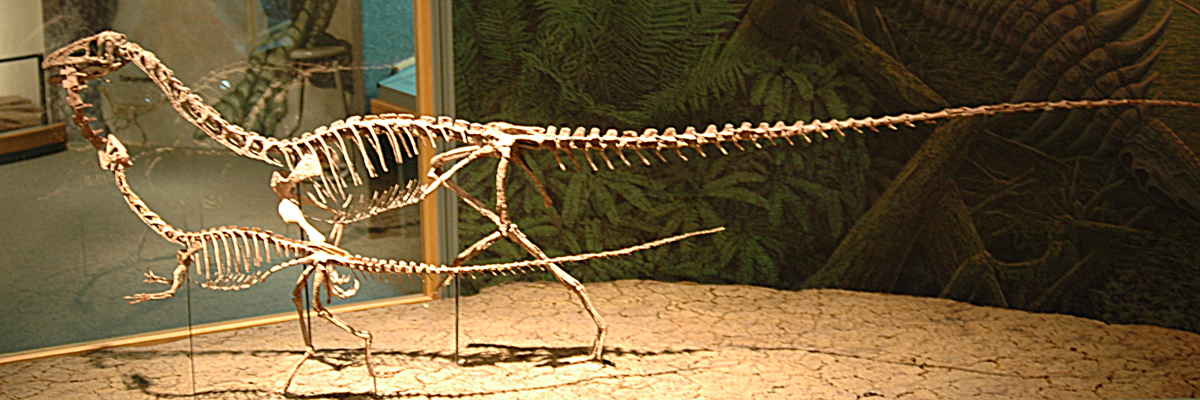
倫敦自然歷史博物館內的腔骨龍骨骼。

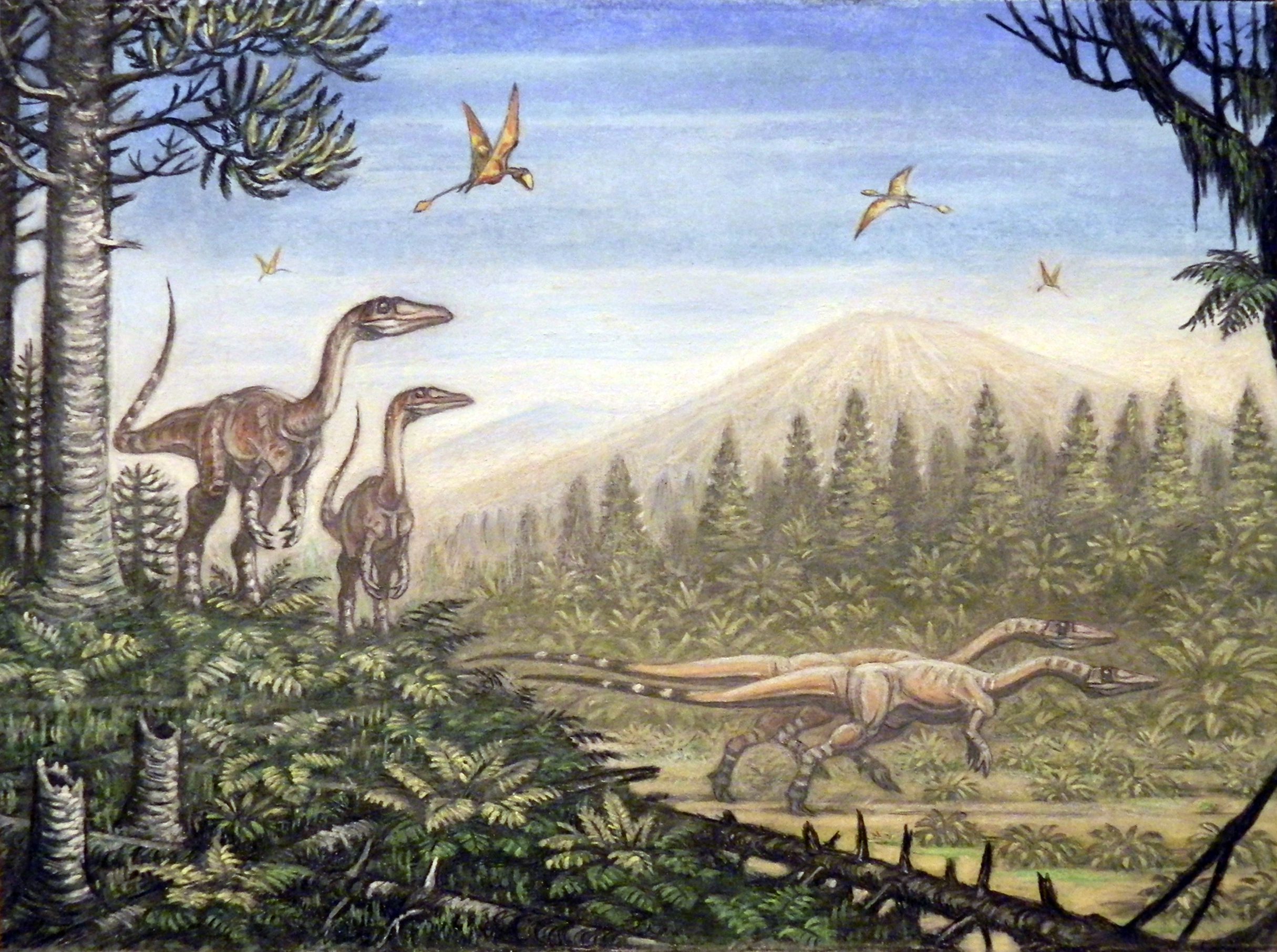
腔骨龙和蓓天翼龙在三叠纪晚期环境生活的复原图

腔骨龍屬是獨立的分類單元，其下只有一個物種，鮑氏腔骨龍（C. bauri）。另外兩個的物種，洛氏腔骨龍（C. longicollis）及威氏腔骨龍（C. willistoni），由於不能被鑑定而被認為是鮑氏腔骨龍的異名。生活於侏羅紀非洲南部的津巴布維腔骨龍（C. rhodesiensis）有可能是屬於此屬。在親緣分支分類法中，腔骨龍是腔骨龍科中的一個演化支。
在1990年代早期，古生物學界開始討論腔骨龍的首先發現標本的鑑定特徵是否有效，並與在幽靈牧場發現的化石作出比較。有些古生物學家認為原先的標本根本不能被診斷，所以鮑氏腔骨龍的名字不適用於其他標本。他們於是使用了另一個名稱：Rioarribasaurus來稱呼幽靈牧場的標本。
由於在大部份的科學文獻中都是腔骨龍來稱呼幽靈牧場標本，使用新的Rioarribasaurus會造成一定的混淆，故學界將腔骨龍的模式標本由保存較差的原先標本，改為幽靈牧場標本的其中之一。最終，國際動物命名法委員會投票選出幽靈牧場的一個標本作為模式標本，而Rioarribasaurus這個名稱亦同時被廢去，成為廢棄名，腔骨龍成為保留名，從此解決了混淆的情況。
在1999年，有科學家指出原先的模式標本（編號AMNH 2706）是屬於一類新命名的獸腳類恐龍，稱為真腔骨龍。但是，後來的研究顯示真腔骨龍其實被鑑定錯誤，牠只是一類原始、非恐龍的鳥頸類主龍，與西里龍（Silesaurus）是近親。
另外，就腔骨龍科的另一類，Megapnosaurus（原名合踝龍Syntarsus）亦同時出現爭論，牠們被是與腔骨龍同屬的。甚至有科學家指出腔骨龍應該被歸類於合踝龍之內。使上述的分類混亂再次出現。
很多原先被分類為新物種的標本，其實都是腔骨龍屬的物種。例如，Mignon Talbot在1911年發現的快足龍可能就是腔骨龍。一個發現於波特蘭組（Portland Formation）的化石，被存放在波士頓科學博物館，起初被標名為快足龍，目前被標名為腔骨龍。快足龍的兩個標本，目前都被分類為獸腳亞目的分類不明屬。此外，休尼（Friedrich von Huene）在1908年命名的C. posthumus，亦需要重新分類，並臨時稱為長踝敏捷龍（Halticosaurus longotarsus）。

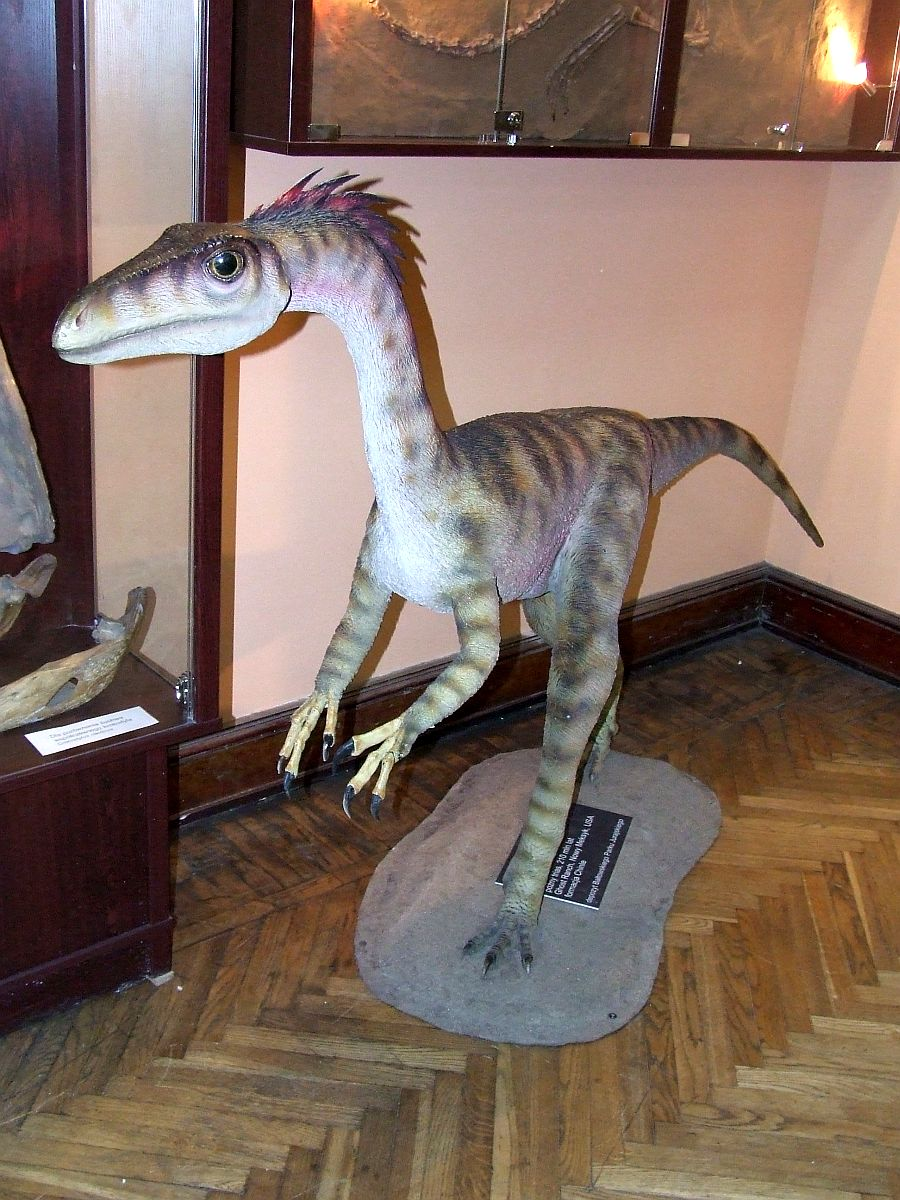
鮑氏腔骨龍的模型

## 逸事
腔骨龍是第二個進入太空的恐龍。慈母龍在1995年先進入太空，早於腔骨龍三年；在1998年1月22日，一個來自於卡內基自然歷史博物館的腔骨龍頭顱骨被置入奮進號太空梭中，以進行STS-89任務，並帶到和平號太空站之中，然後隨者太空梭返回地球。
腔骨龍也是新墨西哥州的州化石。

## 大眾文化
腔骨龍出現在BBC的電視節目《與恐龍共舞》（Walking with Dinosaurs）與探索頻道的電視節目《恐龍紀元》（When Dinosaurs Roamed America）之中，在節目中腔骨龍被敘述為以獵食昆蟲與靈鱷為生。

## 外部連結
- 恐龍博物館——腔骨龍
- Coelophysis in the Dino Directory
- Coelophysis （页面存档备份，存于） at DinoData
- Coelophysis at New Mexico Museum of Natural History and Science